# Charles Acolatse
Charles Benoit Koffi Acolatse (sinh ngày 5 tháng 5 năm 1995), hay Charles Acolatse, là một cầu thủ bóng đá người Togo gốc Pháp thi đấu ở vị trí tiền vệ cho câu lạc bộ România Liga I Juventus București, theo dạng cho mượn từ Foresta Suceava.

## Sự nghiệp quốc tế
Trong khi thi đấu ở România tại đội bóng Liga II Foresta Suceava, Charles Acolatse được triệu tập vào Đội tuyển bóng đá quốc gia Togo bởi huấn luyện viên Claude Le Roy vào tháng 11 năm 2017, ra mắt trong trận giao hữu trước Mauritius.